# Georges Maurice Jean Blanchard
Georges Maurice Jean Blanchard   (Orleans, 9 de desembre de 1877 - Neuilly-sur-Seine, 23 de novembre de 1954) va ser un oficial militar francès. Va servir a l'exèrcit francès durant la Primera Guerra Mundial al front occidental. A la Segona Guerra Mundial, va ser general, comandant el Primer Exèrcit francès, que va avançar cap a Bèlgica durant la Batalla de Bèlgica.

## Període d'entreguerres: 1918–1939
De 1927 a 1930 Blanchard va ser el subcap d'estat major de l'exèrcit francès del Rin. De 1930 a 1932 Blanchard va ser cap d'estat major del general Adolphe Guillaumat. El 1932 va ser ascendit a general, i va comandar l'artilleria de la 2a Regió Militar. De 1935 a 1938 Blanchard va ser el comandant general de la 7a Regió Militar. El 1938 i el 1939 va ser membre del Consell Suprem de Guerra de França, director del Centre des hautes études militaires (Centre d'Alts Estudis Militars) i Inspector General dels Centres d'Ensenyament Militar Superior.

## Segona guerra mundial
Blanchard va ser designat per comandar el Primer Exèrcit el 2 de setembre de 1939. El Primer Exèrcit es va trobar amb forces blindades alemanyes a la batalla d'Hannut el maig de 1940 amb èxit, però es va veure obligat a retrocedir a Lille després que altres formacions franceses i aliades comencessin a retirar-se. Blanchard es va fer càrrec del Primer Grup d'Exèrcits francès el 23 de maig de 1940 després de la mort accidental del general Gaston Billotte. A Lille i Dunkerque, el Primer Grup d'Exèrcits va proporcionar una força de bloqueig que va permetre l'evacuació de Dunkerque. El Primer Grup d'Exèrcits va deixar d'existir el 29 de maig de 1940, sis dies després que Blanchard prengués el comandament. Després d'un temps com a inspector de la 9a i la 12a Regions Militars del règim de Vichy, es va retirar el 1940.
Blanchard va rebre la Gran Creu de la Legió d'Honor a principis de juny de 1940 pel primer ministre francès Paul Reynaud per recomanació de Maxime Weygand, en honor a les seves accions que van permetre la fugida de tants soldats a Dunkerque. Blanchard va morir el 23 de novembre de 1954.